# Chomelia brasiliana
Chomelia brasiliana är en måreväxtart som beskrevs av Achille Richard. Chomelia brasiliana ingår i släktet Chomelia och familjen måreväxter. Inga underarter finns listade i Catalogue of Life.